# Jamil al-Midfai
Jamil al-Midfai (جميل المدفعي) 

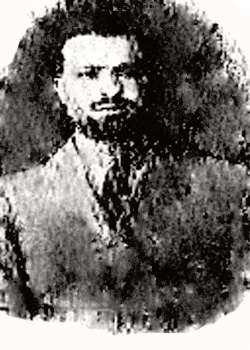

(1958–1890) foi um político iraquiano que atuou como primeiro-ministro do país em cinco ocasiões distintas.
Nascido na cidade de Mosul, Midfai serviu no exército otomano durante a Primeira Guerra Mundial, mas desertou em 1916 para tomar parte na revolta nacionalista árabe. Após a guerra, foi um assessor do Emir Faisal durante seu breve reinado, na Síria. Retornou ao Iraque em 1920, mas logo foi forçado ao exílio na Jordânia por causa de suas atividades nacionalistas antibritânicas. Após seu retorno, em 1923, atuou em várias funções provinciais superiores e, finalmente, juntou-se ao gabinete em 1930.
Como político experiente e duas vezes primeiro-ministro, foi convidado a formar um novo governo, em agosto de 1937, após o assassinato do general Bakr Sidqi, que governou o país como ditador militar por quase um ano. Um monarquista convicto, Midfai foi novamente forçado ao exílio na Transjordânia após o golpe de Estado pró-Eixo de curta duração por Rashid Ali al-Kaylani em 1941. Após seu retorno, atuou em vários cargos altos, incluindo o presidente do Senado e brevemente como primeiro-ministro. Faleceu em 1959, sofrendo de câncer de pulmão.